# Elena (obchtina)
Elena (bulgare : Елена) est une obchtina de l'oblast de Veliko Tarnovo en Bulgarie.